# JSM Challenger of Champaign-Urbana 2021 - Doppio
Christopher Eubanks e Kevin King erano i detentori del titolo ma hanno scelto di non partecipare.
In finale Nathaniel Lammons e Jackson Withrow hanno sconfitto Treat Conrad Huey e Max Schnur con il punteggio di 6–4, 3–6, [10–6].

## Teste di serie
1. Nathaniel Lammons  /  Jackson Withrow (campioni)
2. Treat Conrad Huey /  Max Schnur (finale)

1. JC Aragone /  Robert Galloway (quarti di finale)
2. Ruan Roelofse /  Christopher Rungkat (semifinale)

## Wildcard
1. Hunter Heck /  Lucas Horve (primo turno)
2. Vasil Kirkov /  Ben Shelton (quarti di finale)

1. Felix Corwin /  Wally Thayne (primo turno)

## Tabellone

### Legenda
| - Q = Qualificato - WC = Wild card - LL = Lucky loser | - ALT = Alternate - SE = Special Exempt - PR = Protected Ranking | - w/o = Walkover - r = Ritirato - d = Squalificato |

|  | Primo turno | Primo turno              | Primo turno           | Primo turno          | Primo turno |  |  | Quarti di finale | Quarti di finale      | Quarti di finale    | Quarti di finale     | Quarti di finale |   |     | Semifinali | Semifinali                        | Semifinali          | Semifinali                   | Semifinali |   |     | Finale | Finale | Finale | Finale | Finale |  |
|  |             |                          |                       |                      |             |  |  |                  |                       |                     |                      |                  |   |     |            |                                   |                     |                              |            |   |     |        |        |        |        |        |  |
|  | 1           | N Lammons J Withrow      | 6                     | 3                    | [10]        |  |  |                  |                       |                     |                      |                  |   |     |            |                                   |                     |                              |            |   |     |        |        |        |        |        |  |
|  |             | T-S Kwiatkowski A Lawson | 4                     | 6                    | [6]         |  |  | 1                | N Lammons J Withrow   | N Lammons J Withrow | 6                    | 7                |   |     |            |                                   |                     |                              |            |   |     |        |        |        |        |        |  |
|  |             | R Gonzales H Johnson     | 4                     | 7                    | [9]         |  |  |                  | G Brouwer R Stalder   | G Brouwer R Stalder | 4                    | 6                |   |     |            |                                   |                     |                              |            |   |     |        |        |        |        |        |  |
|  |             | G Brouwer R Stalder      | 6                     | 65                   | [11]        |  |  |                  |                       |                     |                      |                  |   |     | 1          | N Lammons J Withrow               | 7                   | 64                           | [10]       |   |     |        |        |        |        |        |  |
|  | 4           | R Roelofse C Rungkat     | R Roelofse C Rungkat  | 6                    | 6           |  |  |                  |                       | 4                   | R Roelofse C Rungkat | 64               | 7 | [6] |            |                                   |                     |                              |            |   |     |        |        |        |        |        |  |
|  | WC          | F Corwin W Thayne        | F Corwin W Thayne     | 4                    | 2           |  |  | 4                | R Roelofse C Rungkat  | 65                  | 6                    | [10]             |   |     |            |                                   |                     |                              |            |   |     |        |        |        |        |        |  |
|  |             | A Kadhe T-l Wu           | A Kadhe T-l Wu        | 5                    | 5           |  |  |                  | A Kovacevic A Vukic   | 7                   | 3                    | [8]              |   |     |            |                                   |                     |                              |            |   |     |        |        |        |        |        |  |
|  |             | A Kovacevic A Vukic      | A Kovacevic A Vukic   | 7                    | 7           |  |  |                  |                       |                     |                      |                  |   |     | 1          | Nathaniel Lammons Jackson Withrow | 6                   | 3                            | [10]       |   |     |        |        |        |        |        |  |
|  |             | D Marrero Y Uchiyama     | D Marrero Y Uchiyama  | D Marrero Y Uchiyama |             |  |  |                  |                       |                     |                      |                  |   |     |            |                                   | 2                   | Treat Conrad Huey Max Schnur | 4          | 6 | [6] |        |        |        |        |        |  |
|  |             | A Galarneau N Mejía      | A Galarneau N Mejía   | A Galarneau N Mejía  | w/o         |  |  |                  | A Galarneau N Mejía   | 6                   | 4                    | [10]             |   |     |            |                                   |                     |                              |            |   |     |        |        |        |        |        |  |
|  |             | J Jung E King            | J Jung E King         | 3                    | 5           |  |  | 3                | JC Aragone R Galloway | 4                   | 6                    | [8]              |   |     |            |                                   |                     |                              |            |   |     |        |        |        |        |        |  |
|  | 3           | JC Aragone R Galloway    | JC Aragone R Galloway | 6                    | 7           |  |  |                  |                       |                     |                      |                  |   |     |            | A Galarneau N Mejía               | A Galarneau N Mejía | 0                            | 2          |   |     |        |        |        |        |        |  |
|  |             | M Jaziri D Novikov       | M Jaziri D Novikov    | 4                    | 4           |  |  |                  |                       | 2                   | TC Huey M Schnur     | TC Huey M Schnur | 6 | 6   |            |                                   |                     |                              |            |   |     |        |        |        |        |        |  |
|  | WC          | V Kirkov B Shelton       | V Kirkov B Shelton    | 6                    | 6           |  |  | WC               | V Kirkov B Shelton    | V Kirkov B Shelton  | 5                    | 3                |   |     |            |                                   |                     |                              |            |   |     |        |        |        |        |        |  |
|  | WC          | H Heck L Horve           | H Heck L Horve        | 3                    | 2           |  |  | 2                | TC Huey M Schnur      | TC Huey M Schnur    | 7                    | 6                |   |     |            |                                   |                     |                              |            |   |     |        |        |        |        |        |  |
|  | 2           | TC Huey M Schnur         | TC Huey M Schnur      | 6                    | 6           |  |  |                  |                       |                     |                      |                  |   |     |            |                                   |                     |                              |            |   |     |        |        |        |        |        |  |